# TOKYO 2020 私たちの闘い
『TOKYO 2020 私たちの闘い』（トーキョー2020 わたしたちのたたかい）は、NHK総合テレビにて2021年8月9日 19:30 - 20:55に放送された『NHKスペシャル』のタイトル（ドキュメンタリー番組）。

## 番組の概要
2021年7月23日から17日間にかけて行われた東京オリンピックは、新型コロナウイルス感染拡大の中、緊急事態宣言や無観客といったかつてない状況の下で行われた。参加した選手たちや私たちの暮らしを支える人たちはこの局面をどう向き合い、どんな壁に直面しながら乗り越えようとしたのか。大会の舞台裏を記録した。

## 出演者
キャスター
- 北島康介
- 豊原謙二郎（NHKアナウンサー）
- 和久田麻由子（NHKアナウンサー）

ナレーター
- 阿部渉（NHKアナウンサー）
- 森花子（NHKアナウンサー）

アスリートとその関係者
- 伊藤美誠
- 松崎太佑（伊藤の専属コーチ）
- 伊藤美乃り（伊藤の実母）
- 孫穎莎（伊藤のライバル）
- 大橋悠依
- 平井伯昌（競泳日本代表ヘッドコーチ）
- 上野由岐子
- 後藤希友
- 渥美万奈
- モニカ・アボット
- 池江璃花子[2]
- 福島由紀
- 廣田彩花[3]

## 再放送
- 2021年8月13日、23:31 - 翌日0:56